# Histeria colectiva

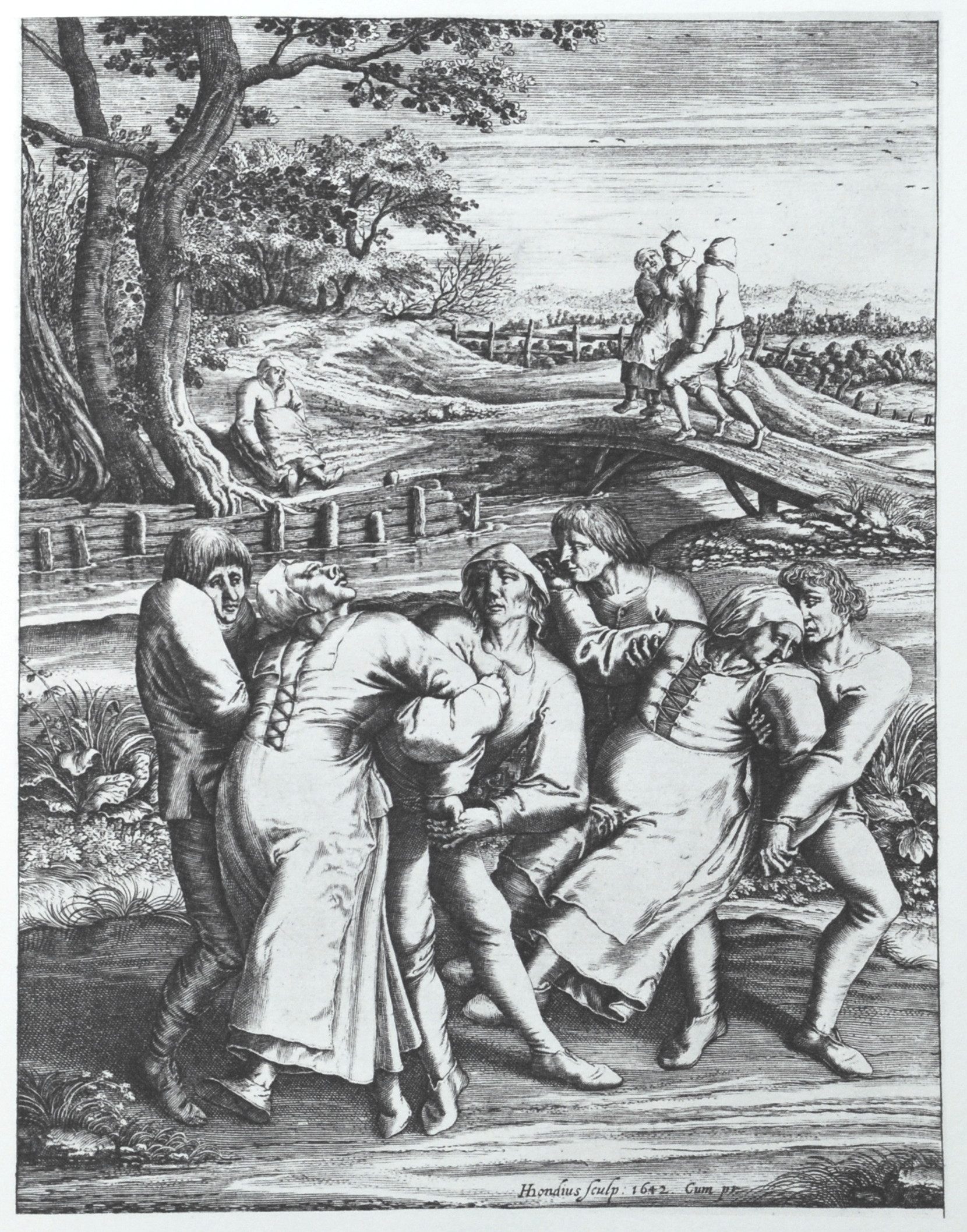
Grabado de Hendrik Hondius (1573 - 1649) basado en un dibujo de Pieter Bruegel el Viejo de 1564: peregrinación de afectados a la Iglesia de Sint-Jans-Molenbeek. cerca de Bruselas. Se cree que Breugel fue testigo ocular de estos hechos, en lo que pudo haber sido un brote tardío de la epidemia del baile.

Histeria colectiva —también denominada histeria en masa, histeria de grupo, psicosis colectiva o comportamiento obsesivo colectivo— es el fenómeno sociopsicológico que comprende la manifestación de los mismos o similares síntomas histéricos por más de una persona.
La produce la percepción, real o irreal, de una amenaza incontrolada, que genera pánico colectivo. Una manifestación común de histeria en masa ocurre cuando un grupo de personas cree que está sufriendo una enfermedad o dolencia similar. Así, el grupo suele mostrar entusiasmo o ansiedad, comportamiento irracional o síntomas inexplicables de alguna enfermedad.

## Características
La principal característica de la histeria colectiva es que la conducta patológica se manifiesta en un gran número de personas. Normalmente, la histeria en masa empieza cuando un individuo cae enfermo o histérico durante un periodo de estrés. Cuando este individuo inicial muestra los síntomas, otros empiezan a manifestar síntomas similares, generalmente náusea, debilidad muscular, ataques de pánico o dolores de cabeza. A menudo, la visión de milagros religiosos es atribuida a la histeria en masa.
Hoy en día, se prefiere utilizar el término reacción de estrés colectivo para hablar de fenómenos de este género.

## Casos de histeria colectiva
En 1518, la denominada posteriormente Epidemia de baile, un "brote" de lo que sería denominado en el siglo XX como Coreomanía, azotó la ciudad de Estrasburgo en el noreste de Francia. Según evidencia histórica y estudios recientes, se ha podido averiguar que afectó a miles de habitantes de la susodicha ciudad durante al menos un mes. Aunque se han propuesto diversas teorías acerca de la verdadera causa de este acontecimiento, como por ejemplo la intoxicación a gran escala de los ciudadanos con una especie de hongo de la zona, se cree que ciertamente fue uno de los primeros casos registrados de histeria colectiva. Otros casos fueron las falsas brujas de Salem o el Gran Miedo de 1789 en Francia. Otro ejemplo es el pánico financiero de 1907: se propagó una general retirada de fondos de los bancos sin motivo objetivo. Hubo asimismo una Epidemia de la risa en Tanganica en el año 1962.
En 2007, cerca de Chalco, un suburbio de clase trabajadora en la Ciudad de México, un episodio de histeria en masa dio lugar a un brote masivo de síntomas inusuales sufridos por varias adolescentes que estudiaban en un internado católico.
En 2008, en Tanzania, unas veinte alumnas de una escuela empezaron a desmayarse en una clase, colapsando en el suelo y perdiendo el conocimiento; mientras que quienes presenciaban esta escena empezaron a gritar y correr alrededor de la escuela. Un funcionario educativo local fue citado en los informes periodísticos, pues afirmó que tales eventos eran «muy comunes aquí».
En 2009, en la ciudad de Fort Worth en Texas, 34 personas fueron enviadas al hospital después de que se quejaran de padecer síntomas que creyeron erróneamente que se debían a una exposición al monóxido de carbono.